# 第十三届全国人民代表大会第五次会议
中华人民共和国第十三届全国人民代表大会第五次会议（简称十三届全国人大五次会议）于2022年3月5日至11日在北京召开。

## 会议时间及议程
2021年12月24日第十三届全国人民代表大会常务委员会第三十二次会议表决通过了关于召开十三届全国人大五次会议的决定，决定会议于2022年3月5日在北京召开，并建议大会设置十项议程。
2022年3月4日上午，十三届全国人大五次会议举行预备会议，表决通过了十三届全国人大五次会议议程。预备会议后，十三届全国人大五次会议主席团举行第一次会议，大会定于3月5日上午开幕，3月11日上午闭幕。
2022年3月4日12时，十三届全国人大五次会议举行新闻发布会，大会发言人张业遂表示本次大会会期6天半，议程共有10项。十项议程如下：
1. 审议政府工作报告
2. 审查2021年国民经济和社会发展计划执行情况与2022年国民经济和社会发展计划草案的报告、2022年国民经济和社会发展计划草案
3. 审查2021年中央和地方预算执行情况与2022年中央和地方预算草案的报告、2022年中央和地方预算草案
4. 审议全国人民代表大会常务委员会关于提请审议《中华人民共和国地方各级人民代表大会和地方各级人民政府组织法（修正草案）》的议案
5. 审议全国人民代表大会常务委员会关于提请审议《第十三届全国人民代表大会第五次会议关于第十四届全国人民代表大会代表名额和选举问题的决定（草案）》的议案
6. 审议全国人民代表大会常务委员会关于提请审议《中华人民共和国香港特别行政区选举第十四届全国人民代表大会代表的办法（草案）》的议案
7. 审议全国人民代表大会常务委员会关于提请审议《中华人民共和国澳门特别行政区选举第十四届全国人民代表大会代表的办法（草案）》的议案
8. 审议全国人民代表大会常务委员会工作报告
9. 审议最高人民法院工作报告
10. 审议最高人民检察院工作报告[6]

## 会议日程
（依现场实况）
| 日期          | 时间  | 内容 |
| ------------- | ----- | --- |
| 2022年3月5日  | 09:00 | 代表大会第一次全体会议（开幕会） |
| 2022年3月5日  | 09:02 | 开幕 |
| 2022年3月5日  | 09:04 | 听取国务院总理李克强关于政府工作的报告 |
| 2022年3月5日  | 10:08 | 审查国务院关于2021年国民经济和社会发展计划执行情况与2022年国民经济和社会发展计划草案的报告、2022年国民经济和社会发展计划草案 |
| 2022年3月5日  | 10:08 | 审查国务院关于2021年中央和地方预算执行情况与2022年中央和地方预算草案的报告、2022年中央和地方预算草案 |
| 2022年3月5日  | 10:09 | 听取全国人大常委会副委员长王晨关于中华人民共和国地方各级人民代表大会和地方各级人民政府组织法修正草案的说明 |
| 2022年3月5日  | 10:19 | 听取全国人大常委会副委员长王晨关于第十四届全国人民代表大会代表名额和选举问题的决定草案的说明 |
| 2022年3月5日  | 10:24 | 听取全国人大常委会副委员长王晨关于中华人民共和国香港特别行政区选举第十四届全国人民代表大会代表的办法草案的说明 |
| 2022年3月5日  | 10:24 | 听取全国人大常委会副委员长王晨关于中华人民共和国澳门特别行政区选举第十四届全国人民代表大会代表的办法草案的说明 |
| 2022年3月5日  | 10:31 | 休会 |
| 2022年3月5日  | 15:00 | 代表团全体会议审议政府工作报告 |
| 2022年3月6日  | 09:00 | 代表小组会议审议政府工作报告 |
| 2022年3月6日  | 15:00 | 代表小组会议审查计划报告和草案、预算报告和草案 |
| 2022年3月7日  | 09:00 | 代表小组会议审查计划报告和草案、预算报告和草案 |
| 2022年3月7日  | 15:00 | 代表小组会议审议地方各级人民代表大会和地方各级人民政府组织法修正草案、关于第十四届全国人大代表名额和选举问题的决定草案、香港特别行政区选举第十四届全国人大代表的办法草案、澳门特别行政区选举第十四届全国人大代表的办法草案                                                                           |
| 2022年3月8日  | 09:00 | 代表大会第二次全体会议 |
| 2022年3月8日  | 09:03 | 听取全国人大常委会委员长栗战书关于全国人民代表大会常务委员会工作的报告 |
| 2022年3月8日  | 09:39 | 听取最高人民法院院长周强关于最高人民法院工作的报告 |
| 2022年3月8日  | 10:00 | 听取最高人民检察院检察长张军关于最高人民检察院工作的报告 |
| 2022年3月8日  | 10:28 | 休会 |
| 2022年3月8日  | 15:00 | 代表小组会议审议全国人大常委会工作报告 |
| 2022年3月9日  | 09:00 | 代表小组会议审议关于修改地方各级人民代表大会和地方各级人民政府组织法的决定草案、关于第十四届全国人大代表名额和选举问题的决定草案修改稿、香港特别行政区选举第十四届全国人大代表的办法草案修改稿、澳门特别行政区选举第十四届全国人大代表的办法草案修改稿、最高人民法院工作报告、最高人民检察院工作报告 |
| 2022年3月9日  | 15:00 | 代表小组会议审议最高人民法院工作报告、最高人民检察院工作报告 |
| 2022年3月10日 | 09:00 | 代表小组会议审议关于政府工作报告、年度计划、年度预算的三个决议草案 |
| 2022年3月10日 | 15:00 | 代表小组会议审议关于全国人大常委会工作报告、最高人民法院工作报告、最高人民检察院工作报告的三个决议草案 |
| 2022年3月11日 | 09:00 | 代表大会第三次全体会议（闭幕会） |
| 2022年3月11日 | 09:04 | 表决关于政府工作报告的决议草案 |
| 2022年3月11日 | 09:07 | 表决全国人民代表大会关于修改《中华人民共和国地方各级人民代表大会和地方各级人民政府组织法》的决定草案 |
| 2022年3月11日 | 09:09 | 表决关于第十四届全国人民代表大会代表名额和选举问题的决定草案 |
| 2022年3月11日 | 09:11 | 表决中华人民共和国香港特别行政区选举第十四届全国人民代表大会代表的办法草案 |
| 2022年3月11日 | 09:12 | 表决中华人民共和国澳门特别行政区选举第十四届全国人民代表大会代表的办法草案 |
| 2022年3月11日 | 09:15 | 表决关于2021年国民经济和社会发展计划执行情况与2022年国民经济和社会发展计划的决议草案 |
| 2022年3月11日 | 09:17 | 表决关于2021年中央和地方预算执行情况与2022年中央和地方预算的决议草案 |
| 2022年3月11日 | 09:20 | 表决关于全国人民代表大会常务委员会工作报告的决议草案 |
| 2022年3月11日 | 09:23 | 表决关于最高人民法院工作报告的决议草案 |
| 2022年3月11日 | 09:26 | 表决关于最高人民检察院工作报告的决议草案 |
| 2022年3月11日 | 09:30 | 栗战书发表讲话 |
| 2022年3月11日 | 09:43 | 闭幕 |

## 主席团

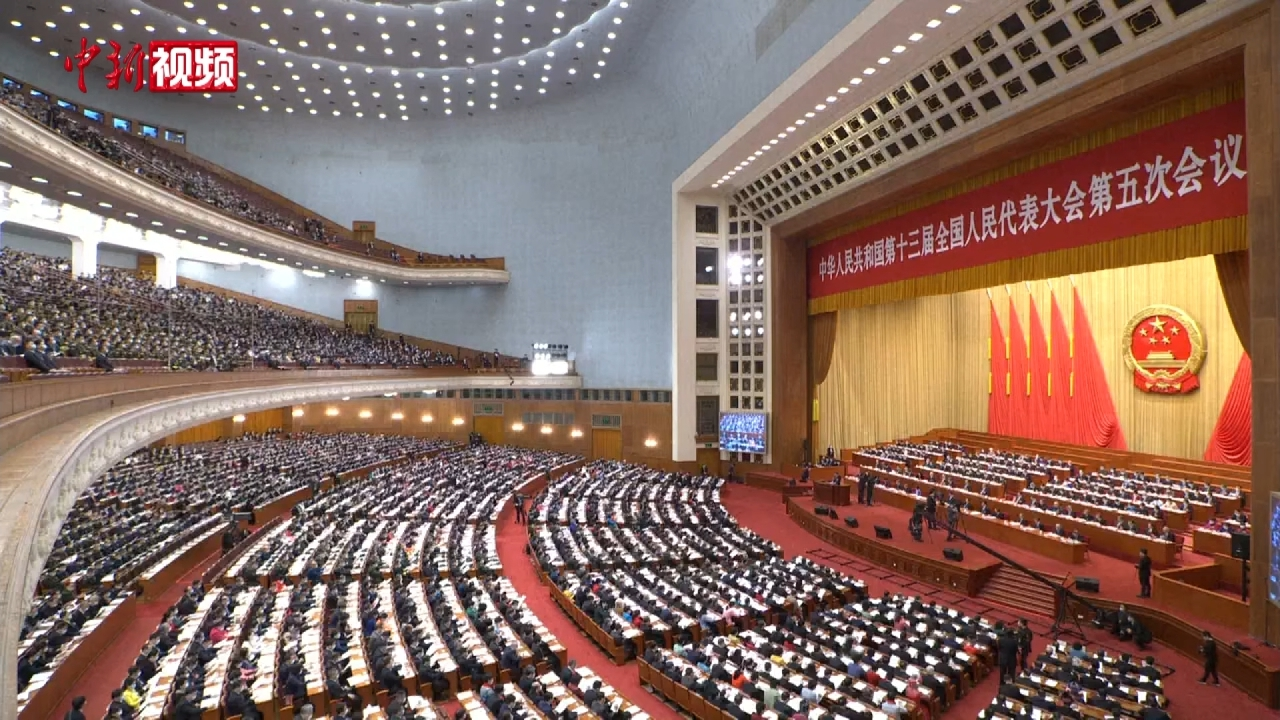
十三届全国人大五次会议开幕会上，李克强发表政府工作报告

- 常务主席：栗战书、王晨、曹建明、张春贤、沈跃跃、吉炳轩、艾力更·依明巴海、万鄂湘、陈竺、王东明、白玛赤林、丁仲礼、郝明金、蔡达峰、武维华、杨振武[10]
- 成员：175人[11]
- 秘书长：王晨[11]
- 副秘书长：杨振武、信春鹰、李飞、张业遂、孔绍逊、李宝荣[12]
- 发言人：张业遂[1]

### 主席团会议
- 2022年3月4日上午，主席团第一次会议推选十三届全国人大五次会议主席团常务主席，表决通过了十三届全国人大五次会议日程，表决推选大会全体会议执行主席，表决通过决定大会副秘书长人选并指定张业遂兼任大会发言人，表决决定大会期间代表提出议案的截止时间为3月8日12时[1]。
- 8日下午，主席团第二次会议表决决定将十三届全国人大五次会议关于政府工作报告、计划报告、预算报告的决议草案和“一法一决定两办法”草案等提请各代表团审议；表决通过财政经济委员会对计划报告和预算报告的两个审查结果报告、通过“一法一决定两办法”草案四个审议结果的报告[13]。
- 10日上午，主席团第三次会议表决通过“一法一决定两办法”草案修改意见的报告和草案表决稿，决定将草案提请大会全体会议表决；表决决定将全国人大常委会工作报告决议草案提请各代表团审议；表决决定将最高人民法院工作报告、最高人民检察院工作报告两决议草案提请各代表团审议；表决通过大会秘书处关于代表提出议案处理意见的报告[14]。
- 10日下午，主席团第四次会议表决决定将政府工作报告、计划报告、预算报告、全国人大常委会工作报告、最高人民法院工作报告、最高人民检察院工作报告的决议草案提请大会全体会议表决[15]。

### 主席团常务主席会议
- 2022年3月8日下午，主席团常务主席第一次会议听取审议政府工作报告、计划报告、预算报告和“一法一决定两办法”修改审查情况汇报、报告、草案修改稿，并同意将上述草案、报告、草案修改稿等提请大会主席团第二次会议审议[16]。
- 10日上午，主席团常务主席第二次会议听取审议“一法一决定两办法”草案修改稿修改意见的报告和草案表决稿；听取审议全国人大常委会工作报告、最高人民法院工作报告、最高人民检察院工作报告审议和修改情况的汇报、决议草案代拟稿；听取大会秘书处关于代表提出议案处理意见的报告，并同意将有关修改意见的报告及草案表决稿、决议草案和报告提请大会主席团第三次会议审议[17]。
- 10日下午，主席团常务主席第三次会议听取审议政府工作报告、计划报告、预算报告、全国人大常委会工作报告、最高人民法院工作报告、最高人民检察院工作报告六个决议草案审议情况的汇报和决议草案表决稿，并同意将上述决议草案表决稿提请大会主席团第四次会议审议[18]。

## 法律/决议案表决结果
| 表决主题 | 赞成票 | 反对票 | 弃权 | 出席代表通过率 | 法定通过率 |
| --- | ------ | ------ | ---- | -------------- | ---------- |
| 国务院总理李克强的政府工作报告 | 2752票 | 3票    | 3票  | 99.78%         | 93.26%     |
| 2021年国民经济和社会发展计划执行情况与2022年国民经济和社会发展计划草案的报告、2022年国民经济和社会发展计划草案                                 | 2730票 | 19票   | 9票  | 98.98%         | 92.51%     |
| 2021年中央和地方预算执行情况与2022年中央和地方预算草案的报告、2022年中央和地方预算草案                                                         | 2701票 | 41票   | 15票 | 97.93%         | 91.53%     |
| 全国人民代表大会常务委员会关于提请审议《中华人民共和国地方各级人民代表大会和地方各级人民政府组织法（修正草案）》的议案                         | 2749票 | 4票    | 5票  | 99.67%         | 93.15%     |
| 全国人民代表大会常务委员会关于提请审议《第十三届全国人民代表大会第五次会议关于第十四届全国人民代表大会代表名额和选举问题的决定（草案）》的议案 | 2750票 | 3票    | 4票  | 99.71%         | 93.19%     |
| 全国人民代表大会常务委员会关于提请审议《中华人民共和国香港特别行政区选举第十四届全国人民代表大会代表的办法（草案）》的议案                     | 2751票 | 3票    | 3票  | 99.75%         | 93.22%     |
| 全国人民代表大会常务委员会关于提请审议《中华人民共和国澳门特别行政区选举第十四届全国人民代表大会代表的办法（草案）》的议案                     | 2756票 | 1票    | 0票  | 99.93%         | 93.39%     |
| 栗战书的全国人民代表大会常务委员会工作报告 | 2747票 | 9票    | 1票  | 99.6%          | 93.09%     |
| 周强的最高人民法院工作报告 | 2652票 | 76票   | 29票 | 96.16%         | 89.87%     |
| 张军的最高人民检察院工作报告 | 2687票 | 47票   | 23票 | 97.43%         | 91.05%     |

## 新闻发布会
- 2022年3月4日12时，十三届全国人大五次会议在人民大会堂新闻发布厅举行新闻发布会，大会发言人就大会议程与人大工作相关问题答中外记者问。因疫情防控，发布会采用网络视频形式进行[5]。
- 2022年3月7日15时，十三届全国人大五次会议在人民大会堂新闻发布厅举行记者会，国务委员兼外交部长王毅就“中国外交政策和对外关系”相关问题回答记者提问[19]。
- 2022年3月10日上午，国务院总理李克强在人民大会堂三楼金色大厅出席记者会并回答记者提问[20]。

### 代表通道
- 2022年3月5日，十三届全国人大五次会议开幕会开始前（8:00-8:50）举行首场“代表通道”采访活动，邀请8位基层一线人大代表通过网络视频方式接受采访：中国邮政集团有限公司上海市邮区中心邮件接发员柴闪闪，内蒙古自治区兴安盟森林草原防火站站长陈良，中部战区联合作战指挥中心某保障队副队长王方，北京市建筑设计研究院、首钢集团总建筑师吴晨，宁夏回族自治区吴忠市红寺堡区农民作家马慧娟，甘肃省临夏回族自治州积石山县吹麻滩小学校长董彩云，贵州航天天马机电科技有限公司有色金属焊接班班长姜涛，青海省黄南藏族自治州同仁市自来水公司职工夏吾卓玛[21]。
- 2022年3月8日，十三届全国人大五次会议第二次全体会议开始前（8:00-8:50）举行第二场“代表通道”采访活动，邀请9位来自不同行业基层一线人大代表通过网络视频方式接受采访：中国石油锦西石化分公司车工、高级技师王尚典代表；江西省九江市柴桑区新合镇党委副书记、镇长李洪亮代表；山东省德州恒丰集团高级技师王晓菲代表；湖北省长阳土家族自治县龙舟坪镇花坪小学副校长刘发英代表；重庆市谢家湾学校校长刘希娅代表；河北省张家口市桥东区东望山乡元子河村党支部书记郭建仁代表；浙江省人民医院院长葛明华代表；太原市公安局三桥派出所副所长杨蓉代表；中国一重集团有限公司党委常委、副总经理陆文俊代表[22]。

### 部长通道
- 2022年3月5日，十三届全国人大五次会议开幕会开始前结束后，举行首场“部长通道”采访活动，邀请3位列席会议的国务院有关部委负责人：国家发展和改革委员会主任何立峰、财政部部长刘昆、农业农村部部长唐仁健通过网络视频方式接受采访[23]。
- 2022年3月8日，十三届全国人大五次会议第二次全体会议结束后举行第二场“部长通道”采访活动，邀请3位列席会议的国务院有关部委负责人：科技部部长王志刚、工业和信息化部部长肖亚庆、水利部部长李国英通过网络视频方式接受采访[24]。

## 其它情況
受疫情和其他因素影响，截至3月3日已经向大会秘书处报到的代表仅为2801人。4日的预备会议缺席188人，开幕会缺席161人，第二次全体会议缺席190人，闭幕会缺席193人。
香港特区行政长官林郑月娥和澳门特区行政长官贺一诚受邀列席十三届全国人大五次会议开幕会和闭幕会；因2019冠状病毒病香港疫情，林郑月娥未赴京列席人大开闭幕会；贺一诚分别于4日至7日赴京列席开幕会，不在澳门期间，由行政法务司司长张永春临时代理行政长官职务。
因吉林疫情，在京开会的吉林省省长韩俊于3月8日提前回省，省委书记景俊海在北京以视频形式主持召开省疫情防控领导小组会议。